# Hanno Behrens
Hanno Behrens (Elmshorn, 26 maart 1990) is een Duits voetballer die bij voorkeur als defensieve middenvelder speelt. Hij tekende in 2021 bij Hansa Rostock.

## Clubcarrière
Behrens werd geboren in Elmshorn en begon met voetballen bij het plaatselijke FC Elmshorn 1920. Op vijftienjarige leeftijd werd hij opgepikt door Hamburger SV, waar hij 82 competitiewedstrijden zou spelen voor de amateurs, maar nooit doorbrak in het eerste elftal. In 2012 trok de defensieve middenvelder transfervrij naar SV Darmstadt 98. Op 8 augustus 2012 maakte hij zijn opwachting in de 3. Liga tegen Chemnitzer FC. In 2014 promoveerde Behrens met de club naar de 2. Bundesliga. Daar bleef de club maar één seizoen, want in 2015 werd promotie afgedwongen naar de Bundesliga.